# Cahiers de la Haute-Loire
L'association des Cahiers de la Haute-Loire, est une maison d'édition, fondée en 1965 au Puy-en-Velay. Son siège est aux Archives départementales de la Haute-Loire.

## Historique
Hubert Collin, directeur des Archives départementales de la Haute-Loire, Roger Gounot, conservateur du musée Crozatier du Puy-en-Velay, Auguste Rivet et Jean Merley, historiens de la Haute-Loire sont à l'origine de la fondation de l'association des Cahiers de la Haute-Loire, le 10 mars 1965 sous la présidence d'André Alalain, ancien avoué, Christian de Seauve en est le premier trésorier. L'imprimeur du journal L'Éveil de la Haute-Loire soutint activement la nouvelle association.

## Objectifs et actions de la société d'édition
Les Cahiers de la Haute-Loire éditent une revue éponyme annuelle, Cahiers de la Haute-Loire. Dans cette revue sont publiées des études historiques, littéraires, artistiques, géographiques, économiques et de toute nature consacrées au département de la Haute-Loire et aux régions voisines. Elle édite des ouvrages comme des thèses d'universitaires ou des colloques, ou des études sur un sujet exclusif.
Les Cahiers de la Haute-Loire organisent des manifestations favorisant ces études qui touchent à l'histoire de l'Auvergne, du Gévaudan, du Vivarais et du Forez.
Son logo est sceau de la cour commune des seigneurs du Puy au XIVe siècle.
Ont notamment été publiés Pierre-François Aleil, Dominique Avon, Gérard Bollon, François Boulet, Emmanuel de Boos, Michel Carlat, Emmanuel Chadeau, Jacques Chaurand, Michel Christol, Pierre Cubizolles, Roger Darcissac, Pierre-Roger Gaussin, Roger Gounot, André Jacquemin, Philippe Kaeppelin, Ingemar König (de), Christian Lauranson-Rosaz, Christian Maillebouis, Philippe Malgouyres, Jean Merley, Marie-Thérèse Morlet, Jean Roux, Gérard Sabatier, Christian de Seauve, etc.

## Tablettes historiques du Velay
Les Tablettes historiques du Velay, publiées mensuellement tout d'abord sous le nom de Tablettes historiques de la Haute-Loire, virent leurs 8 volumes (1870 à 1877) numérisés sur Gallica : une source importante pour la connaissance de l'histoire locale du Velay et de la Haute-Loire.